# Hymn Cypru
Imnos is tin Elefterian – hymn Grecji, a także od roku 1966 hymnem Cypru (jednak tylko muzyka).
Hymn ten nie jest powszechnie akceptowany na Cyprze, gdzie Turcy cypryjscy opowiadają się za hymnem Turcji.